# 新山惇
新山 惇（にいやま まこと、1942年5月24日 - ）は、日本の総理府技官。博士（工学）、土木学会認定特別上級土木技術者（総合）。元北海道開発事務次官。

## 人物・経歴
北海道出身。北海道札幌西高等学校を経て、1961年北海道大学理類合格。1964年国家公務員採用上級甲種試験（土木）合格。1967年北海道大学大学院修了後、北海道開発庁に入庁した。北海道開発局建設部道路計画課長を経て、1992年北海道開発庁地政課長に就任した。
1994年に北海道開発局札幌開発建設部長に就任し、1995年からは北海道開発局建設部長を務め、豊浜トンネル崩落事故では合同対策本部長として対応にあたった。1997年に北海道開発局長に就任し、1998年には鈴木宗男北海道開発庁長官の下、北海道開発事務次官に昇格した。
1999年に退官後、北海道建設業信用保証代表取締役社長を務めた。また、同社相談役も務めた。
北海道土木技術会建設マネジメント研究委員会顧問にも就任している。
2001年んk、北海道大学から博士（工学）の学位を取得。2003年には、土木学会認定特別上級土木技術者（総合）。2015年、春の叙勲で瑞宝重光章（北海道開発行政事務功労）を受章した。